# Heliophanus potanini
Heliophanus potanini este o specie de păianjeni din genul Heliophanus, familia Salticidae, descrisă de Schenkel, 1963. Conform Catalogue of Life specia Heliophanus potanini nu are subspecii cunoscute.